# Saussurea taraxacifolia
Saussurea taraxacifolia là một loài thực vật có hoa trong họ Cúc. Loài này được Wall. ex DC. miêu tả khoa học đầu tiên năm 1838.